# Катрин Стоун
Катрин Стоун (на английски: Katherine Stone) е американска лекарка и писателка на бестселъри в жанра съвременен любовен роман и романтичен трилър.

## Биография и творчество
Катрин Стоун Чейс е родена на 9 декември 1949 г. в Сиатъл, щат Вашингтон, САЩ. Има брат, който е музикант. От малка обича да чете и да мечтае да стане писателка. Пише първия си разказ на 11 години.
Завършва Станфордския университет с бакалавърска степен по английски език. Получава докторска степен по медицина в Университета на Вашингтон в Сиатъл. Специализира вътрешни болести в Сан Франциско и получава стипендия за специализация по инфекциозни болести в Лос Анджелис, където се сблъсква с опасната „легионерска болест“ (легионелоза).
В Лос Анджелис среща и се омъжва за Джак Чейс, който е лекар и писател. Той я подтиква да осъществи мечтата си и да започне да пише. Първият ѝ роман „Обич“ е публикуван през 1987 г. Пише активно до 2006 г., след което подготвя произведенията си за електронни книги.
Нейните романи са преведени на повече от 20 езика и са разпространени по целия свят. В тях има много лирична проза и трогателна емоция.
Катрин Стоун живее със съпруга си и любимите кучета в Рио Виста, Калифорния.

## Произведения
- Roommates (1987)
Обич, изд.: ИК „Бард“, София (2010), прев. Красимира Икономова
- The Carlton Club (1988)
- Twins (1989)
- Bel Air (1990)
- All That Glitters (1990)
- Love Songs (1991)
Модерни жени, изд.: ИК „Бард“, София (1995), прев. Пенка Дамянова
- Rainbows (1992)
Островът на дъгите, изд.: ИК „Бард“, София (1994), прев. Цветелина Дечева
- Promises (1993)
Обещания, изд.: ИК „Бард“, София (1994), прев. Августина Николова
- Promises of Love (1993)
- Illusions (1994)
Порцеланови сънища, изд.: ИК „Бард“, София (1997), прев. Кунка Христова
- Happy Endings (1994)
Даровете на любовта, изд.: ИК „Бард“, София (1996), прев. Яна Макасчиева
- Pearl Moon (1995)
Луна от перли, изд.: ИК „Бард“, София (1996), прев. Кунка Христова
- Imagine Love (1996)
Черно сърце, изд.: ИК „Бард“, София (1998), прев. Ивайла Божанова
- Bed of Roses (1998)
Легло от рози, изд.: ИК „Бард“, София (1999), прев. Красимира Матева
- Home at Last (1999)
Пламък и лед, изд.: ИК „ЕРА“, София (2000), прев. Весела Прошкова
- Thief of Hearts (1999)
Крадец на сърца, изд.: ИК „Бард“, София (2001), прев. Юлия Чернева
- A Midnight Clear (1999)
- Island of Dreams (2000)
- Star Light Star Bright (2002)
Пратеник на бурята, изд.: ИК „Коломбина прес“, София (2002), прев. Радостина Михалева
- The Other Twin (2003)
Другата близначка, изд.: ИК „Коломбина прес“, София (2003), прев. Златина Тенева
- Another Man's Son (2004)
- The Cinderella Hour (2005)
Часът на Пепеляшка, изд.: ИК „Бард“, София (2008), прев. Лили Христова
- Caroline's Journal (2006)

### Сборници
- „Лорън“, Lauren в Сестри и тайни, Sisters & Secrets (1998) – в съавторство с Дона Джулиан, Джоди Ларсен и Ан Стюарт
- The apple orchard в Hearts Divided (2006) – в съавторство с Лоис Фей Дайър и Деби Макомбър

### Документалистика
- Primary prevention of sexually transmitted diseases (1986)